# Aleja Armii Krajowej w Gdańsku

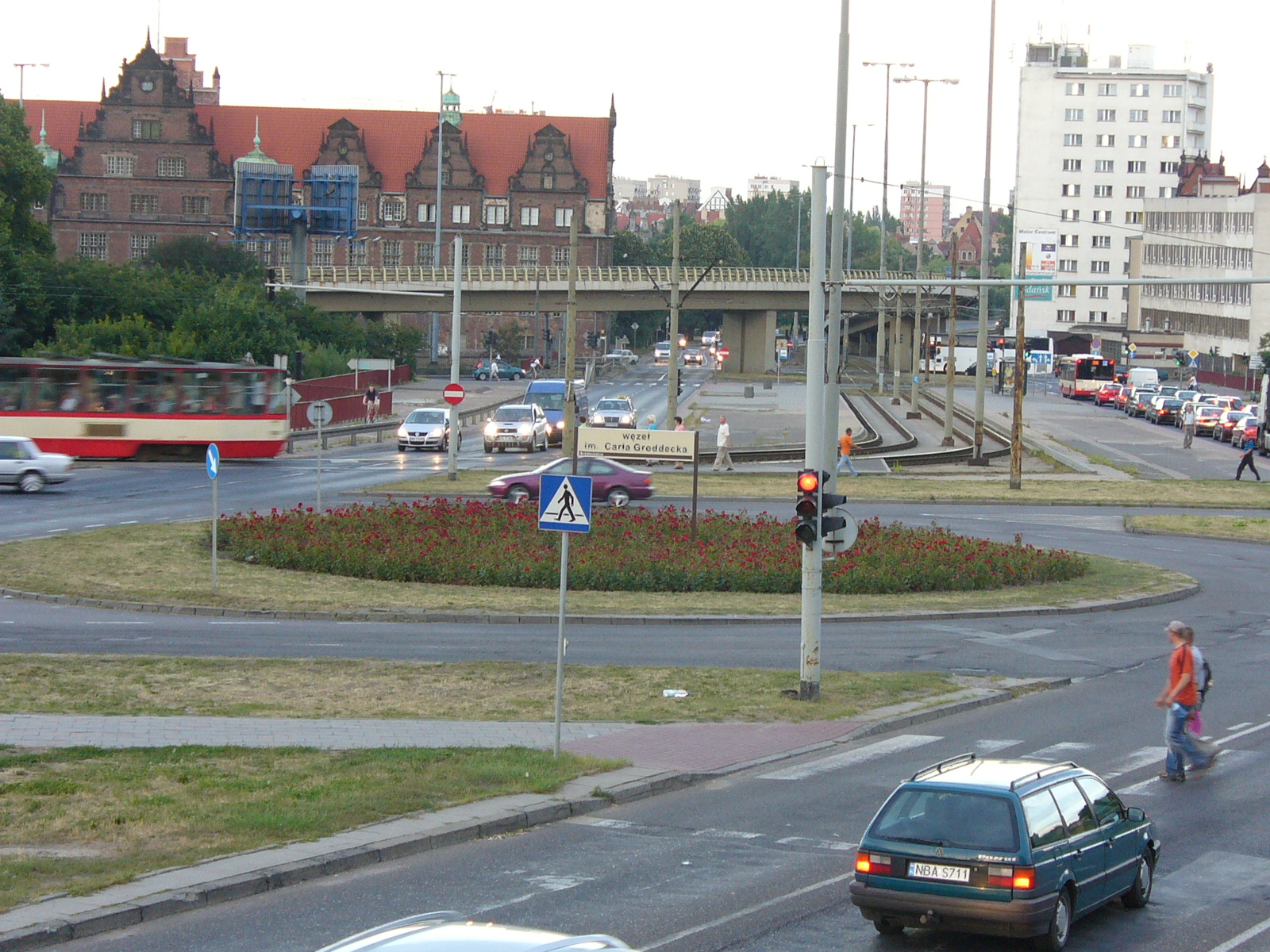
Węzeł Groddecka, Śródmieście – początek trasy szybkiego ruchu

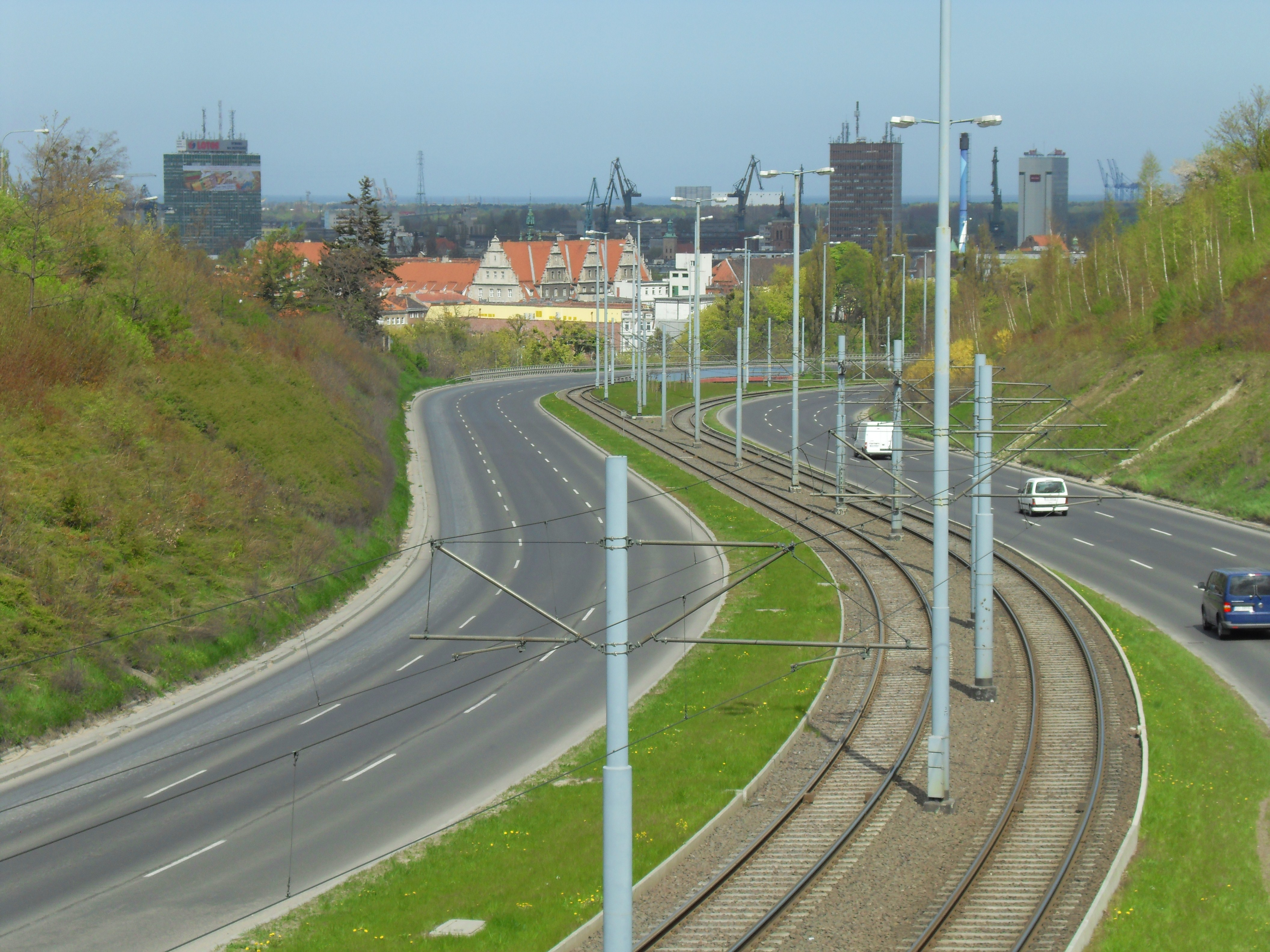
Widok z wiaduktu ul. Stoczniowców, Chełm

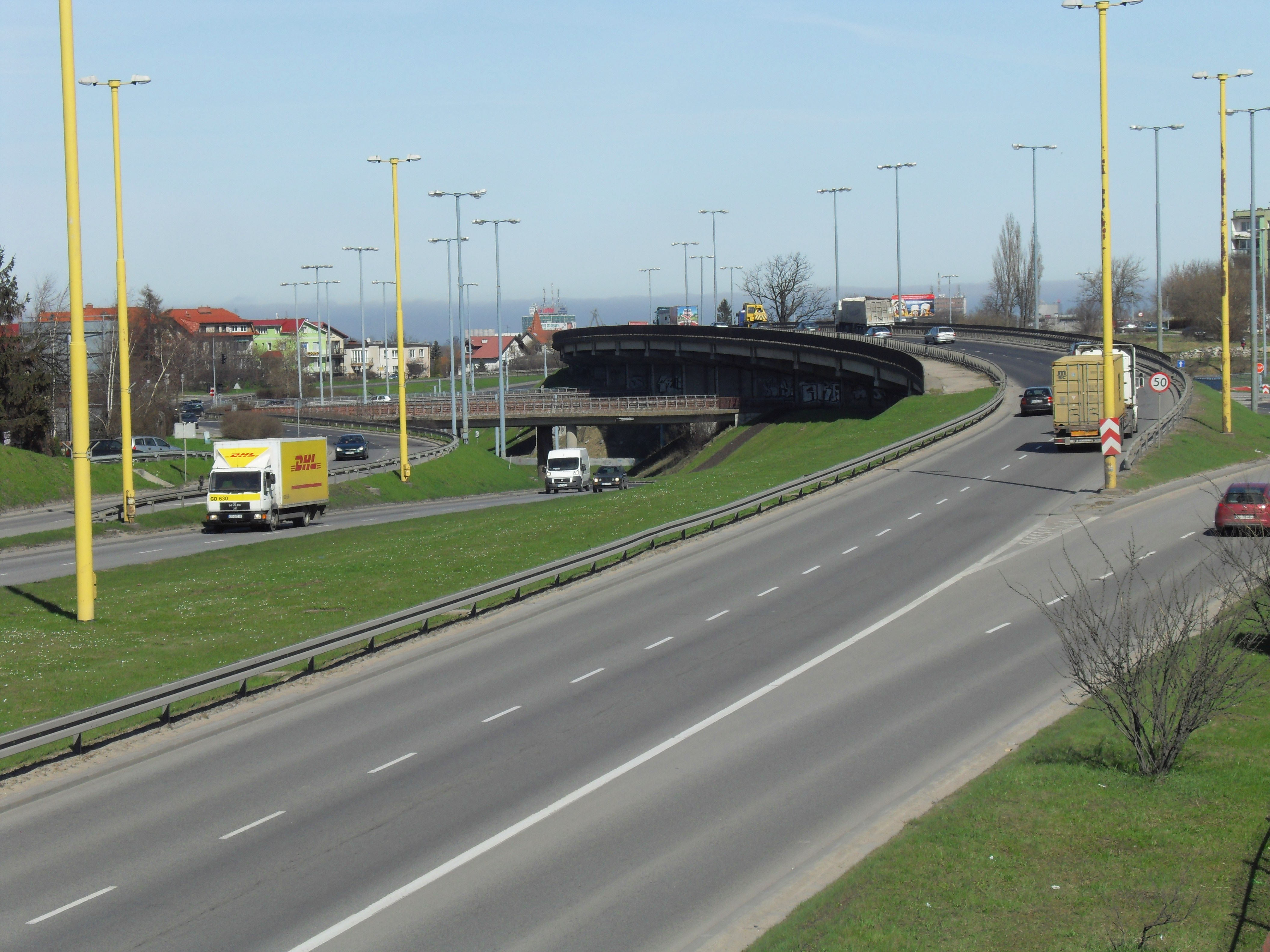
Węzeł z ul. Sikorskiego, Chełm

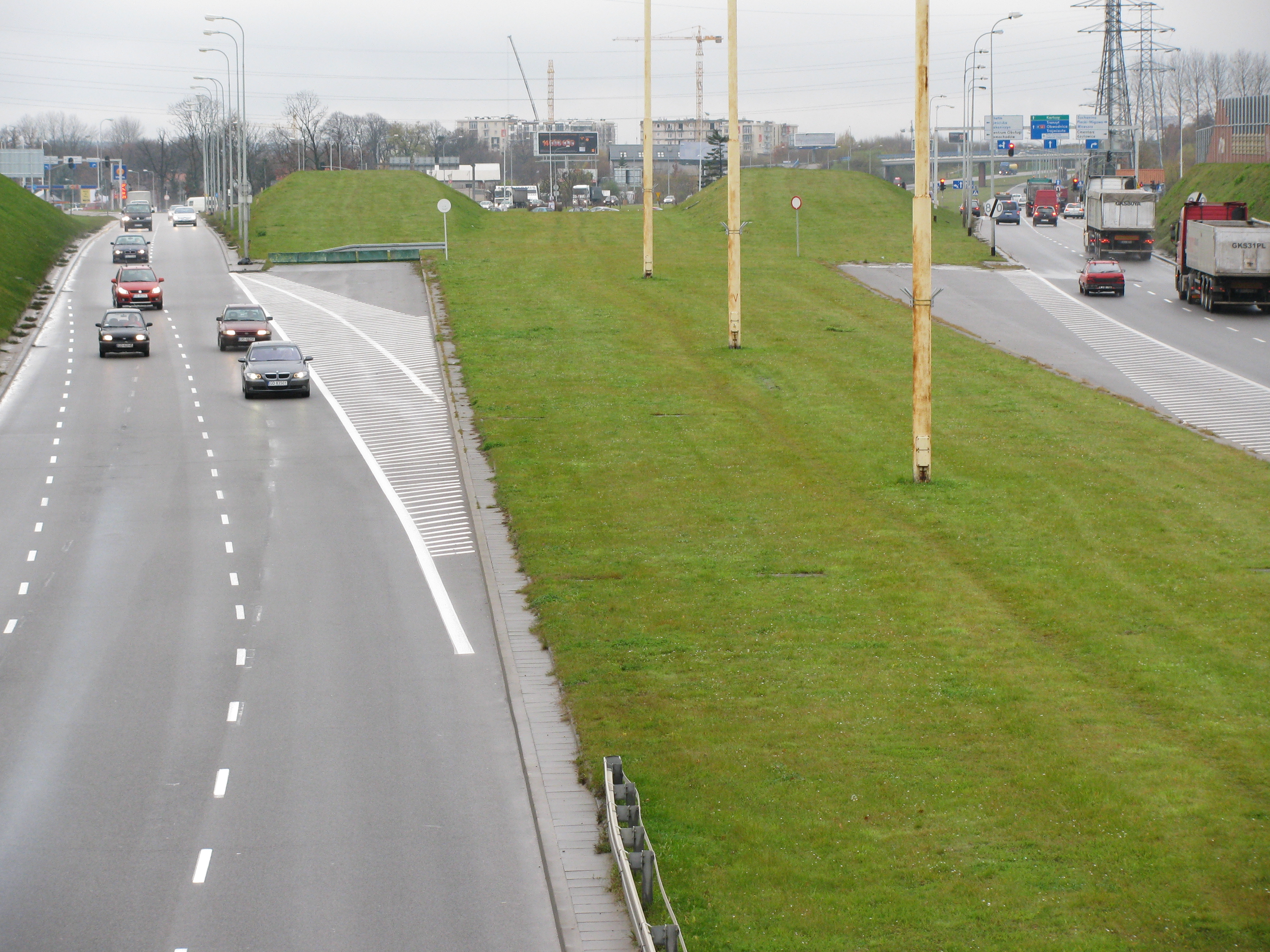
Skrzyżowanie Łostowicka/Havla, przyczółki niezrealizowanego wiaduktu

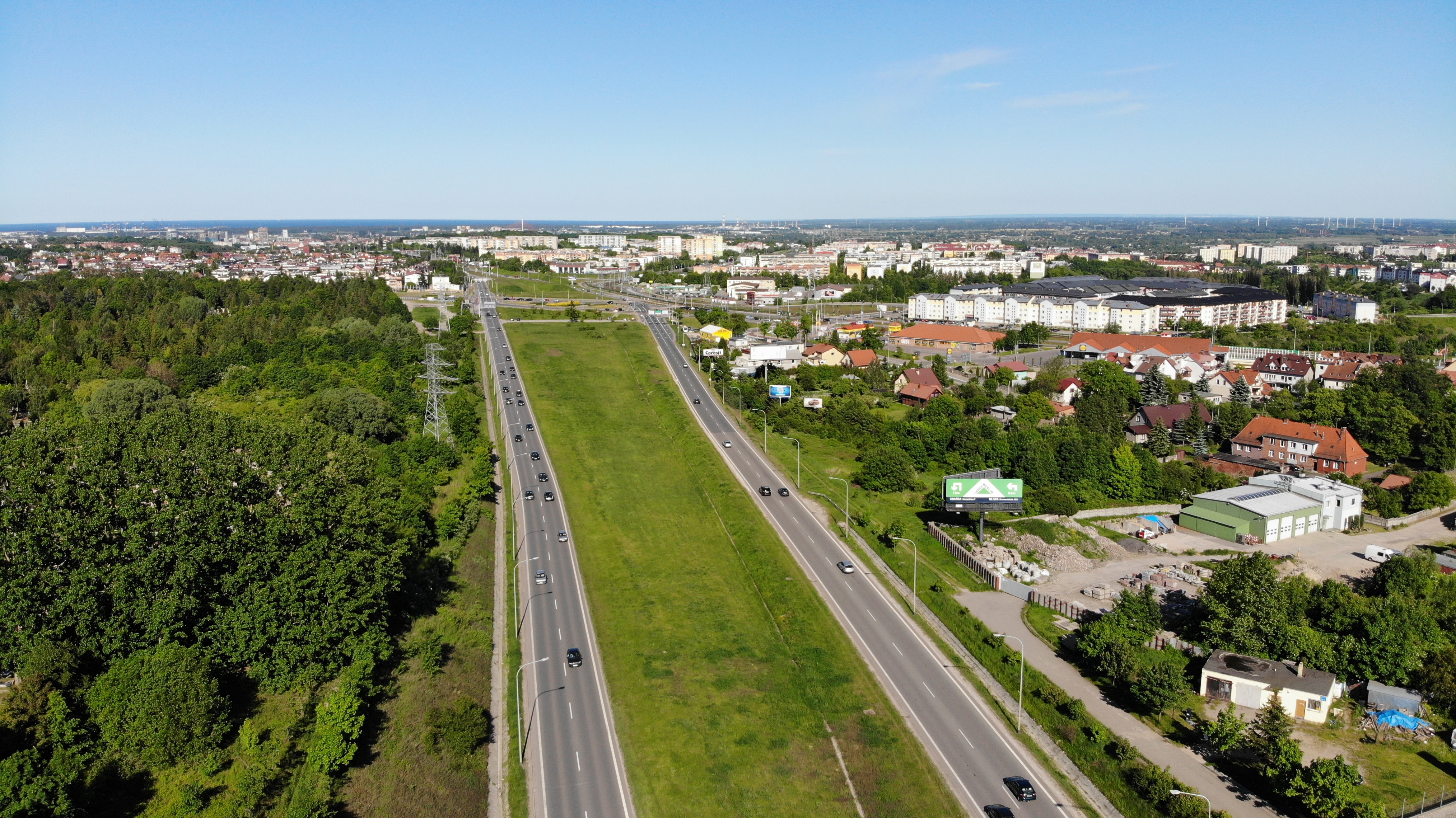
Widok w kierunki dzielnicy Chełm

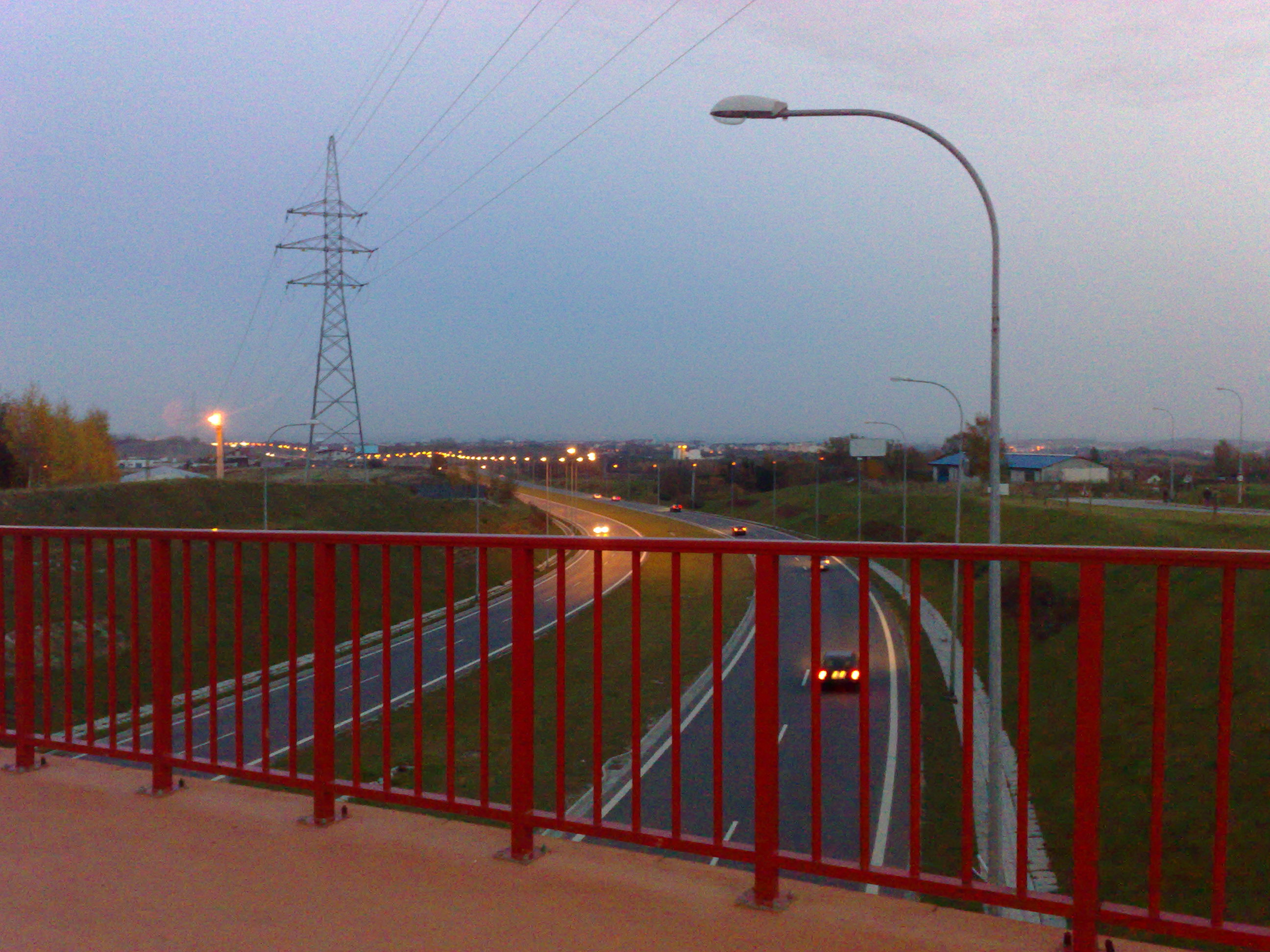
Wiadukt ulicy Leszczynowej, Jasień

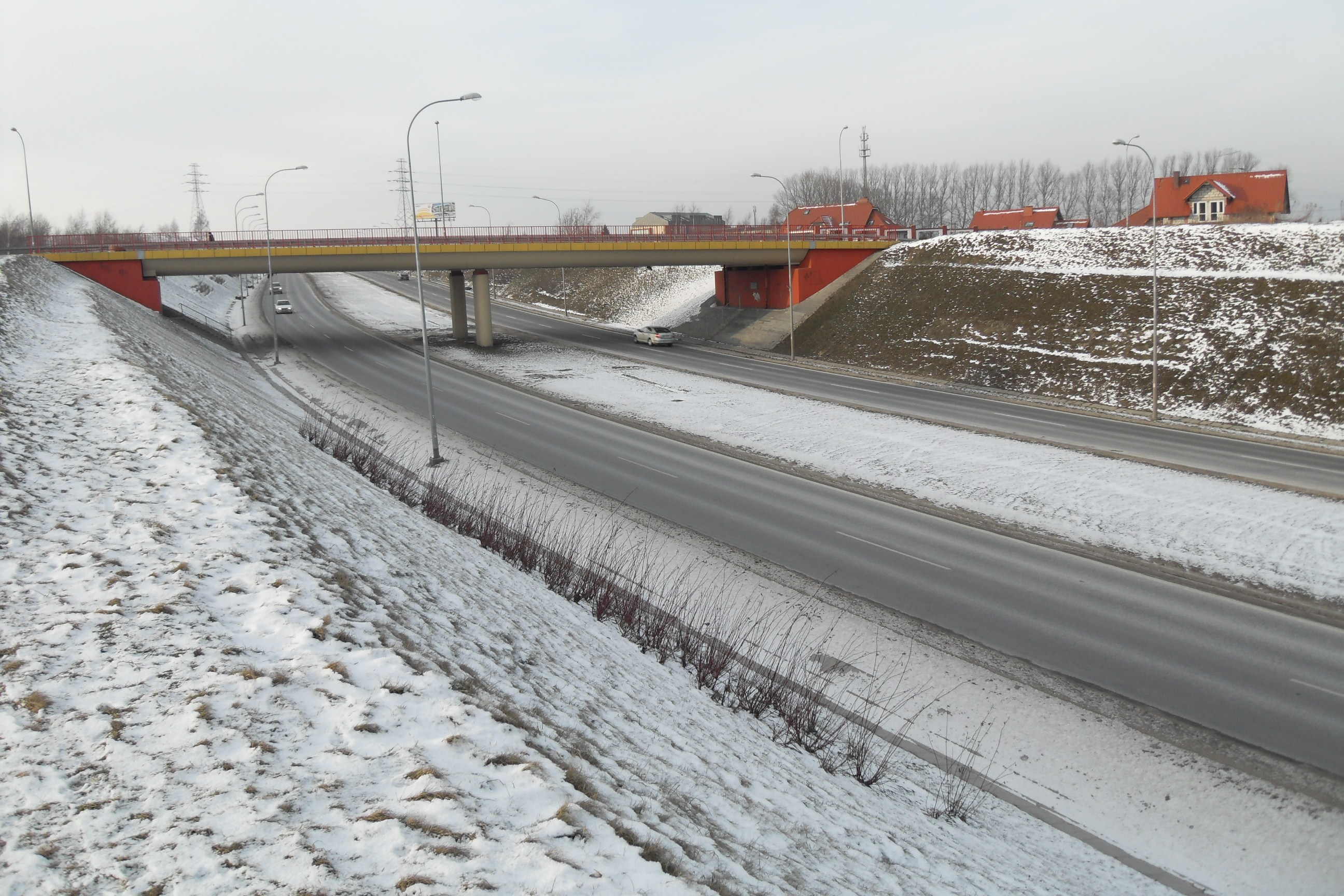
Odcinek Zabornia – Jasień

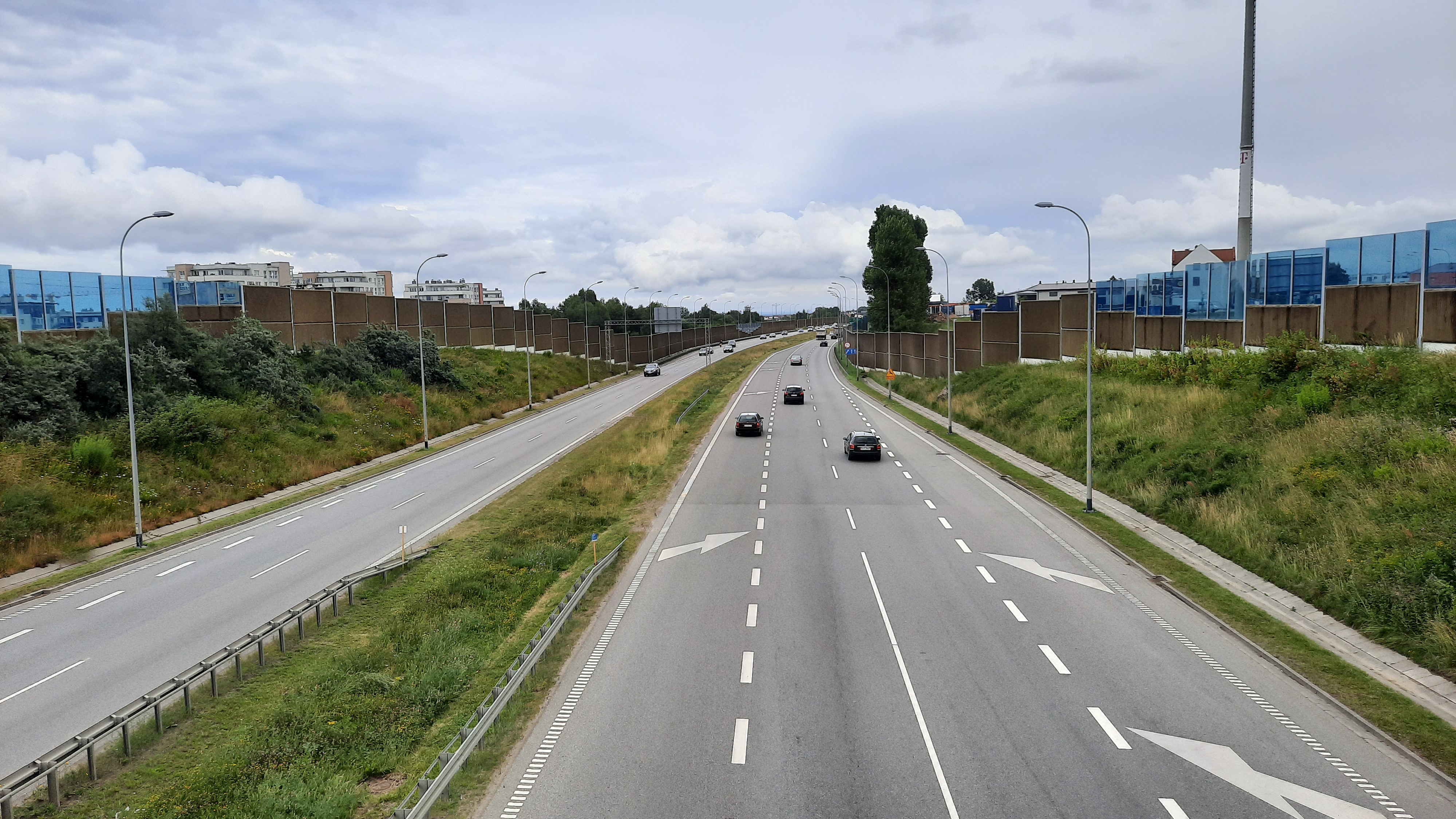
Odcinek Jasień – Karczemki

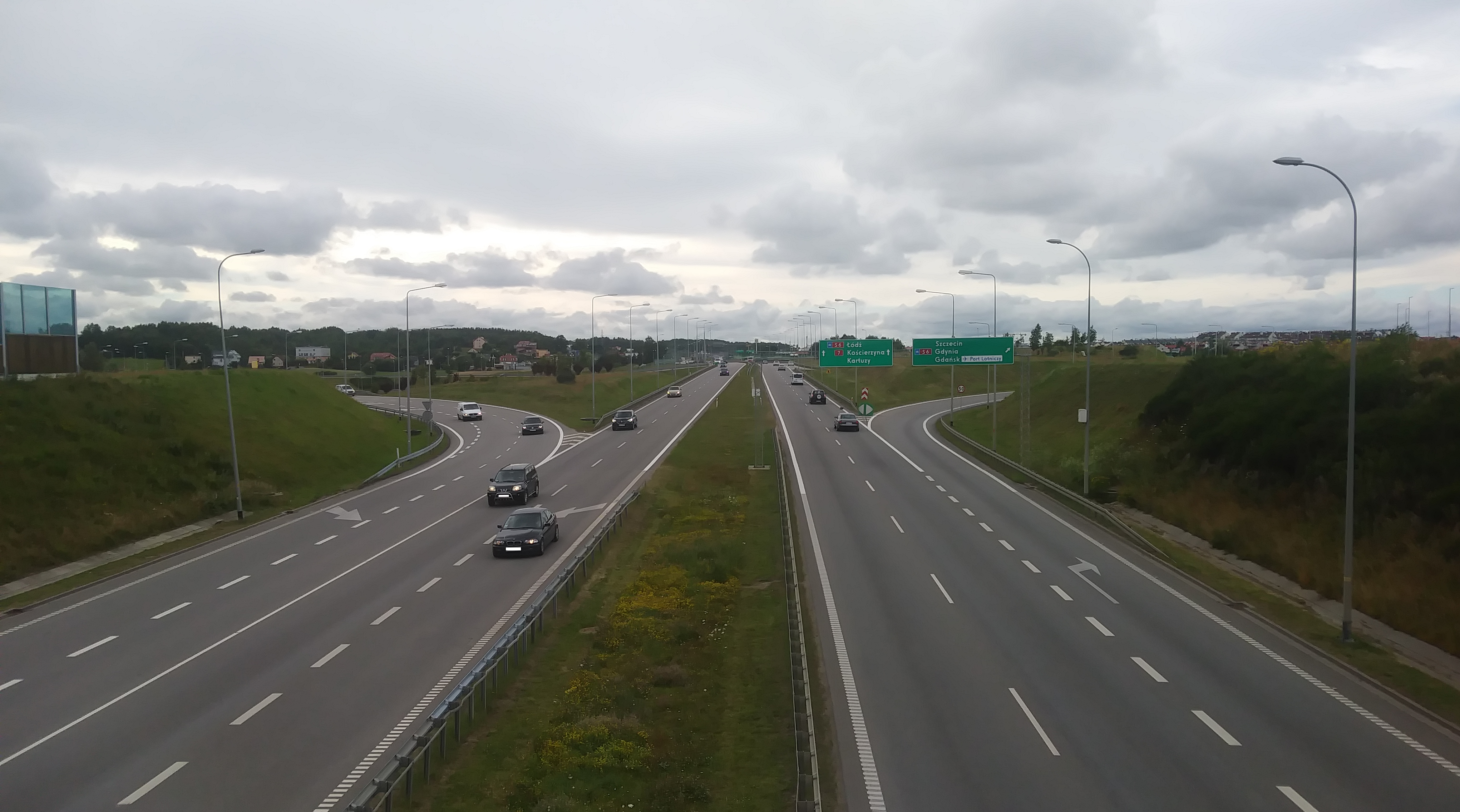
Węzeł Karczemki – skrzyżowanie z obwodnicą Trójmiasta

Aleja Armii Krajowej (Trasa W-Z) – droga w Gdańsku w większości przebiegu posiadająca cechy trasy szybkiego ruchu, łączy Śródmieście z obwodnicą Trójmiasta (S6).

## Przebieg
Aleja o długości 9,7 kilometra, wychodząca w stronę zachodnią z węzła Unii Europejskiej. Przechodzi wiaduktem nad linią kolejową Warszawa – Gdańsk a następnie na węźle Carla Groddecka krzyżuje się z ul. 3 Maja. Biegnie rozdzielając Chełm, Siedlce, Wzgórze Mickiewicza, Ujeścisko, Zabornię oraz przez Jasień, aż do węzła Karczemki na obwodnicy Trójmiasta za którym przechodzi w ul. Kartuską. Do 2012 roku aleja była częścią drogi krajowej nr 7 Żukowo – Chyżne. Obecnie aleja jest częścią drogi wojewódzkiej nr 501 Gdańsk – Krynica Morska.

## Trasa W-Z
Aleja Armii Krajowej przechodzi za węzłem Groddecka w częściowo bezkolizyjną drogę ruchu przyśpieszonego o dwóch jezdniach oraz dwóch i trzech pasach ruchu. Oprócz kolizyjnego skrzyżowania z ulicami Łostowicką i al. Havla skrzyżowania mają formę węzłów typu WB a skrzyżowanie z obwodnicą Trójmiasta ma formę węzła typu koniczynka.
Na odcinku Sikorskiego – Okopowa pomiędzy jezdniami alei biegnie torowisko tramwajowe. Prócz skrzyżowania Havla/Łostowicka na trasie nie występują przejścia dla pieszych czy ciągi piesze wzdłuż jezdni.

### Podwale Przedmiejskie
Ulica pierwotnie uznawana za część trasy W-Z; droga szybkiego ruchu budowana w latach 1959 – 1995 prowadzi z Węzła Unii Europejskiej w Śródmieściu do ul. Elbląskiej. Przed oddaniem do użytku południowej obwodnicy Gdańska w 2012 roku trasa ta należała do ciągu drogi krajowej nr 7 i jako przedłużenie trasy W-Z na wschód stanowiła główną drogę wylotową w kierunku Warszawy.
Obecnie klasa Podwala Przedmiejskiego ma zostać zmniejszona do drogi zbiorczej.

## Etapy realizowania inwestycji
Inwestycja realizowana jest w etapach, z wieloma przerwami od 1980. Kolejno powstawały:
- Odcinek I (1980-1988) o długości 1,8 km od skrzyżowania z ul. 3 Maja (Śródmieście) do węzła drogowego z al. Sikorskiego (Chełm).
- Odcinek II (1996-1998) o długości 1,3 km od węzła z al. Sikorskiego do skrzyżowania z ul. Łostowicką (Ujeścisko).
- Odcinek III (1999-2000) o długości 1,9 km od skrzyżowania z ul. Łostowicką do skrzyżowania z ul. Jabłoniową Jasień.
- Odcinek IV (2006-2007) od skrzyżowania z ul. Jabłoniową do skrzyżowania z ul. Kartuską.
- Odcinek V (2010-2011) od skrzyżowania z ul. Kartuską do skrzyżowania z ul. Otomińską bez węzła Gdańsk-Karczemki
- Węzeł Karczemki (2010-2011) rozbudowa węzła Gdańsk-Karczemki (Inwestycja realizowana przez GDDKiA o. Gdańsk)

### Odcinek I
Odcinek o długości 1,8 km od skrzyżowania z ul. 3 Maja do węzła drogowego typu WB z al. Sikorskiego na Chełmie. Odcinek ten został wybudowany wraz z wiaduktami i kładkami pieszymi przeznaczonymi do stworzenia linii tramwajowej na Chełm. Budowa linii tramwajowej na Chełm była przez wiele lat opóźniana. Linia tramwajowa została otwarta pod koniec 2007 r. Linia ta, mimo że ma tylko 2900 metrów, ma bardzo trudny profil (pochylenie do 50 promili). Przez pierwsze lata eksploatacji był problem z pojazdami, które mogły się poruszać po linii ponieważ powszechne składy 105Na we wszystkich odmianach nie mogły i nie mogą do dziś wjeżdżać na linię chełmską. Do obsługi ZKM Gdańsk mógł wystawić łącznie 9 pojazdów: 3 Bombardiery NGT6 z 2007 r., 4 Alstomy NGd99 z 2000 r. oraz 2 tramwaje typu N8C odkupione z Dortmundu. Dopiero 46 szt. sprowadzonych tramwajów z Dortmundu oraz zakup 35 szt. nowych tramwajów typu Pesa Swing pozwoliły na stworzenie nowych linii łączących Chełm z Wrzeszczem, Nowym Portem oraz Zaspą.

### Odcinek II
Odcinek o długości 1,3 km od węzła Chełm do skrzyżowania z ul. Łostowicką o przekroju dwóch jezdni po trzy pasy ruchu w każdym kierunku oddano w 1998 r. Podczas robót ziemnych usypano dwa nasypy pod planowane wiadukty nad ul. Łostowicką. W ciągu tego odcinka zbudowano dwie kładki dla pieszych w ciągu ul. Telimeny oraz ul. Horeszków. Pomiędzy jezdniami pozostawiono rezerwę pod linię tramwajową.

### Odcinek III
Odcinek o długości 1,9 km od skrzyżowania z ul. Łostowicką do skrzyżowania z ul. Jabłoniową oddano do użytku 30 listopada 2000 r. W ciągu tego odcinka wybudowano wiadukt w ciągu ul. Cedrowej. Zaniechano budowy wiaduktów nad ul. Łostowicką, pozostawiono rezerwę terenową. W ramach budowy tego odcinka przebudowano skrzyżowanie ul. Jabłoniowej z ul. Kartuską. Pomiędzy jezdniami pozostawiono rezerwę pod linię tramwajową oraz pod dodatkowe pasy. Ten odcinek drogi jest o przekroju dwujezdniowym po dwa pasy ruchu.

### Odcinek IV
21 grudnia 2007 został oddany do użytku odcinek o długości 3,5 km od skrzyżowania z ul. Jabłoniową do skrzyżowania z ul. Kartuską (Kiełpinek). Koszt inwestycji wyniósł prawie 70 mln złotych i był finansowany w ponad 70% z Funduszów Strukturalnych Unii Europejskiej. Pozostałą część kosztów poniosło miasto Gdańsk. Droga posiada dwie jezdnie po dwa pasy ruchu w obu kierunkach, pomiędzy jezdniami pozostawiono rezerwę na linię tramwajową oraz na dodatkowe pasy ruchu w obu kierunkach. W ramach tego etapu powstały dwa wiadukty nad ul. Jabłoniową, wiadukt w ciągu ul. Leszczynowej oraz wiadukt nad ul. Źródlaną. Zbudowane zostało rondo im. Jacka Kuronia w ciągu ul. Źródlanej z którego jeden zjazd planowano prowadzić do ul. Kartuskiej która zostałaby przecięta przez kolejny etap Trasy W-Z.

### Odcinek V
30 grudnia 2011 został oddany do użytku ostatni odcinek Trasy W-Z o długości 2,2 km od skrzyżowania z ul. Kartuską do ul. Otomińskiej bez węzła Karczemki. Budowa dwukilometrowego odcinka Trasy W-Z kosztowała 89 mln zł. 85 proc. z tej kwoty dofinansowała Unia Europejska. Inwestycja drogowa, zlecona została spółce Skanska przez Gdańskie Inwestycje Komunalne Euro 2012.  W ramach tego etapu wybudowano dwie jezdnie które posiadają po dwa pasy ruchu w każdym kierunku z rezerwą na dodatkowe pasy w obu kierunkach, bez rezerwy na linię tramwajową. Wybudowano nową ulicę Kartuską Północną, a dotychczasową ul. Kartuską wyremontowano, powstał wiadukt w ciągu ul. Szczęśliwej ze szkłami w pylonach przypominającymi kamienie bursztynu, przebudowano odcinki ulic bocznych (m.in. Kartuska Południowa, Kalinowa, Otomińska, Szczęśliwa) o łącznej długości 2,77 km, przebudowano również węzeł z ul. Jabłoniową (proj. Nowa Bulońska) oraz wybudowano trzy węzły w formie zjazdu i wjazdu: dwa na jezdnię północną z ul. Gronostajowej oraz Kartuskiej Północnej i jeden na jezdnię południową z Nowej Myśliwskiej. Przebudowano skrzyżowanie ul. Szczęśliwej z Kartuską na rondo oraz połączono ul. Kartuską z rondem im. Jacka Kuronia.

### Węzeł Karczemki
Inwestycja realizowana przez Generalną Dyrekcję Dróg Krajowych i Autostrad oddział w Gdańsku, w tym samym czasie co budowa V odcinka Trasy W-Z, dotycząca rozbudowy węzła karczemki z typu WB (częściowo bezkolizyjny) do typu całkowicie bezkolizyjnego węzła autostradowego typu WA. W ramach tej przebudowy powstały nowe łącznice łączące Obwodnicę Trójmiasta z Trasą W-Z. Dodatkowo aby usprawnić ruch z Gdyni w kierunku Trasy W-Z wybudowano dodatkowy wiadukt nad Obwodnicą Trójmiasta. Wybudowany został wiadukt w ciągu południowej nitki trasy W-Z oraz zmodernizowano dotychczasowy wiadukt w ciągu ulicy Kartuskiej. Przebudowano również Obwodnicę Trójmiasta, dobudowano trzeci pas w obu kierunkach oraz wybudowano jezdnię wyłączającą z Obwodnicy. Dodatkowo wybudowano bezkolizyjny węzeł do centrum handlowego Auchan które współfinansowało tę inwestycję. Wybudowana została także kładka dla pieszych nad Obwodnicą Trójmiasta łącząca Kiełpinek i Centrum Handlowe z Karczemkami. Prace całkowicie zakończono w maju 2012.